# مجموعة ال22 التاريخية
مجموعة 22 التاريخية هو تنظيم جزائري تأسس يوم 23 يونيو 1954 والذي أنبثق عنه مجلس الثورة.

## خلفية
إثر نشوب أزمة في الحركة الوطنية وتصدع حركة انتصار الحريات الديمقراطية أسس أعضاء المنظمة الخاصة والمركزيين اللجنة الثورية للوحدة والعمل (CRUA) في 23 مارس 1954 وتولى رئاستها محمد بوضياف، لكن اللجنة فشلت في مسعاها مما أسفر عنه انعقاد اجتماع ضم 22 عضوا في العاصمة الجزائرية يوم 23 يونيو 1954 برئاسة مصطفى بن بولعيد والذي كان نتيجته قرار الانطلاق في الثورة وتعيين مجموعة مصغرة للقيام بالتحضيرات النهائية.

## الاجتماع الأول

### تعيين الأعضاء
بعد تشاور بوضياف وديدوش مراد والعربي بن مهيدي المتواجدين في مدينة الجزائر، قرروا استدعاء ممثلين عن جميع مناطق الوطن لكنهم لم يستطيعوا الاتصال بجميع المناضلين المختارين.
عُقد الاجتماع بمنزل إلياس دريش في شهر يونيو 1954 بحيّ المدنية "كلو سالومبي سابقا" بحضور كل من:
1. باجي مختار (سوق أهراس)،
2. مصطفى بن بو العيد (منطقة الأوراس)
3. بن عبد المالك رمضان ( المنطقة الغربية)
4. العربي بن مهيدي (المنطقة الغربية)
5. لخضر بن طوبال (الشمال القسنطيني)
6. رابح بيطاط (قسنطينة/المدية)
7. زبير بوعجاج (العاصمة)
8. محمد بوضياف (المسيلة/الشمال القسنطيني)
9. عبد الحفيظ بوصوف (الشرق الجزائري)
10. زيغود يوسف (الشمال القسنطيني)
11. محمد مشاطي (الشرق الجزائري)
12. ديدوش مراد
13. عبد السلام حباشي
14. سليمان بوعلي
15. بلحاج بوشعيب(عين تيموشنت)
16. عبد القادر لعمودي
17. محمد مرزوقي
18. عثمان بلوزداد
19. عمار بن عودة
20. إلياس دريش

### أهداف الاجتماع
كانت أهم النقاط المطروحة في هذا الأجتماع -كيفية تحرير الجزائر-

### تفاصيل الاجتماع
قام إلياس دريش باستضافة اجتماع «مجموعة الاثنين والعشرين» في فيلاه الكائنة في بلدية المدنية (بالفرنسية: Clos-Salembier)‏
```
بتاريخ 
24 يونيو
 
1954م
.
[
3
]
[
4
]
[
5
]
```

ترتب عن الاجتماع تعيين مصطفى بن بو العيد رئيسا للاجتماع بالإجماع ثم عرض بوضياف أساب الفشل اللجنة الثورية للوحدة والعمل في تحقيق أهدافها وخلص إلى أنه لا يوجد هناك حلّ إلاّ الشروع في الثورة، وتناقش الحضور حول الإمكانيات المتاحة وكيفية توزيع الأجور والتحضير للثورة، واتفق الحاضرون بالأغلبية على التعجيل بانطلاق الثورة وحددوا الحصول على عدد كبير من الأسلحة عن طريق الهجوم على ثكنات العدو وتجنيد المناضلين وراء الثورة أهدافًا أولية، وكذلك الشروع في التحضير لها في النواحي الجزائرية حسب انتماء كل عضو لها.
عُيّن مصطفى بن بولعيد لمواصلة التحضير ولكنه تنازل وكلف بوضياف، حيث عين بوضياف لجنةً متكونةً منه ومن بولعيد وبن مهيدي وديدوش وبيطاط لتولي المهام التالية:
- تعيين منسق للثورة
- تحديد تاريخ اندلاع الثورة.

## اجتماع بولوغين
في شهر أكتوبر 1954 وقع اجتماع في منزل بوقشورة بحي بوانت بيسكاد الرايس حميدو، وحضر في هذا الاجتماع من يعرفون بمجموعة الستة وهم: بوضياف، مصطفى بن بوالعيد، العربي بن مهيدي، مراد ديدوش، رابح بيطاط وكريم بلقاسم وقد قرر ما يلي:
- تعيين بوضياف منسقا للثورة
- تقسيم التراب الجزائري إلى خمس مناطق وتعيين المسؤولين على هذه المناطق وهم:
  - مصطفى بن بوالعيد على المنطقة الأولى (الأوراس) وهو يختار خليفته وكان شيهاني البشير.
  - مراد ديدوش على المنطقة الثانية (شمال قسنطينة) ونائبه يوسف زيغود وبعده مختار باجي والأخضر بن طوبال.
  - بلقاسم كريم على المنطقة الثالثة (القبائل) ونائبه أعمر أوعمران.
  - رابح بيطاط على المنطقة الرابعة (وسط الجزائر) ونائبه بوجمعة سويداني.
  - العربي بن مهيدي على المنطقة الخامسة (وهران) ونائبه عبد الحفيظ بوصوف.
- تحديد تاريخ اندلاع الثورة بفاتح نوفمبر 1954 على الساعة الصفر يعني ليلة 1 نوفمبر في جميع المناطق بدون تأخير أو تقديم على الوقت المحدّد.
- تكليف محمد بوضياف بتبليغ هذه القرارات إلى أحمد بن بلة ومحمد خيضر وحسين أيت أحمد.
- إصدار بيان موجّه للرأي العام الجزائري والعالمي يخبر باندلاع الثورة وهدفها وبميلاد حركة تسمّى جبهة التحرير الوطني.
- تكفل مسؤول المنطقة بمساعدة نوابه بتحديد الأهداف التي يقع عليها الهجوم

## وصلات خارجية
- السيرة الذاتية لأعضاء مجموعة ال 22 التاريخية